# 林占梅
林占梅（1821年6月28日—1868年12月12日），字雪村，號鶴山、巢松道人，幼名清江，祖籍福建泉州同安。曾任「全臺團練大臣」。
雖出身豪富，卻無膏梁子弟之氣息，琴棋書畫無不精通。其詩集《潛園琴餘草》更是傳頌一時。其留下的園邸還是他在道光二十九年（1849年）修築的潛園，是當時新竹文人主要的活動據點。

## 生平
家族初居臺灣臺南一帶，後遷居至竹塹城（今新竹市）。因祖父林紹賢墾田習賈有成，後又經辦全臺鹽務, 富甲一方。
林占梅生於道光元年五月廿九（1821年6月28日）丑時，雖然未得科舉功名，卻文武雙全，熱心公共事務。曾在英軍艦隊侵犯雞籠沿海時，捐巨款建砲臺協防，獲得貢生賞加道(道員)銜。道光二十三年（1843年），林占梅因捐助八千兩協助建築八里坌防堵牆，獲知府資格；道光二十四年（1844年), 彰化、嘉義一帶發生漳泉械鬥，林占梅招募鄉勇扼守大甲溪杜絕其蔓延，賞戴花翎；咸豐三年（1853），林恭之變，占梅捐白米三千石，獲得朝廷加賞簡用浙江道銜；咸豐四年（1854），海賊黃位佔據雞籠，林占梅率領團練協助淡水廳同知丁曰健平亂有功，升鹽運使。
同治元年（1862年）戴潮春事件爆發，淡水同知秋曰覲被殺，全臺震動。竹塹境內土匪打劫，林占梅以鹽運使的身份，獨撐大局，變賣田產，組織團練，維持地方治安。同治二年（1863年）十月，他更親率二千精兵，進攻被戴潮春佔據之地。同年十二月戴氏亂平，占梅被賞布政使銜。閩浙等督撫打算重用林占梅，林卻一概婉謝；可能是樹大招風，接踵而來的閒言閒語令林占梅無意仕途，又因為與鄭用鑑（鄭用錫從弟）家族纏訟，同治七年十月廿九（1868年12月12日）寅時鬱悶去世，享年47歲。

## 紀念
- 新竹市東區的關埔重劃區建有一條「占梅路」紀念其貢獻。